# تایلر تولند
تایلر تولند (انگلیسی: Tyler Toland؛ زادهٔ ۸ اوت ۲۰۰۱) بازیکن فوتبال اهل جمهوری ایرلند است.
از باشگاه‌هایی که در آن بازی کرده‌است می‌توان به باشگاه فوتبال زنان منچستر سیتی اشاره کرد.
وی همچنین در تیم‌های ملی فوتبال Republic of Ireland women's national under-17 football team و زنان جمهوری ایرلند بازی کرده‌است.